# Abadios
Abadios was een martelaar uit de christelijke kerk. Hij werd geboren in Bilgai in Egypte en leefde in de 4e eeuw. Hij was een soldaat van het lokale leger die zijn geloof in Christus uitte tijdens de heerschappij van Diocletianus. Zijn feestdag is op 20 januari. Informatie over hem is te vinden in het Arabisch-Jacobitisch Synaxarium.